# مالکو پوپووو
مالکو پوپووو (به بلغاری: Malko Popovo) یک منطقهٔ مسکونی در بلغارستان است که در شهرستان ماجاروفو واقع شده‌است.